# Apinac
Apinac este o comună în departamentul Loire din sud-estul Franței. În 2009 avea o populație de 392 de locuitori.

## Evoluția populației
| An        | 1975 | 1982 | 1990 | 1999 | 2006 | 2009 |
| --------- | ---- | ---- | ---- | ---- | ---- | ---- |
| Populație | 393  | 354  | 330  | 304  | 362  | 392  |